# 25434 Westonia
25434 Westonia este un asteroid din centura principală de asteroizi.

## Descriere
25434 Westonia este un asteroid din centura principală de asteroizi. A fost descoperit pe 29 noiembrie 1999 la Observatorul Kleť de Miloš Tichý. Asteroidul prezintă o orbită caracterizată de o semiaxă mare de 2,18 ua, o excentricitate de 0,10 și o înclinație de 3,5° în raport cu ecliptica.